# بیتا (اسپانیا)
بیتا (به اسپانیایی: Vita) دهستانی در استان آبیلای اسپانیا است.
در این دهستان ۱۱۳ نفر زندگی می‌کنند. مساحت این دهستان ۱۶٫۷۵ کیلومتر مربع است.